# مجاوبة

المجاوبة، في الوسط : الوسط الفعال، تحيطه من ناحية مرآة عاكسة ومن الناحية الأخرى مرآة نصف عاكسة ومنها تخرج نبضات الليزر. تقوم مضخة ضوئية هنا بإثارة الوسط الفعال الذي يكون غازي أو صلب(بلورة).

المجاوبة أو المرنان الضوئي في الفيزياء (بالإنجليزية:optical resonator)4 أو المرنان الليزري أحد المكونات الأساسية في الليزر ومقاييس التداخل والمضخات الضوئية. والمجاوب هو مجموعة من المرايا المرصوصة داخل الوسط الليزري ليزود الليزر بـتغذية ضوئية خلفية. تقوم المرايا بعكس الفوتونات المتولدة في الوسط لتنعكس ملايين المرات في الثانية ذهابا وإيابا بين المرآة الخلفية التي تكون عاكسة للضوء بنسبة 100% والمرآة الأمامية تتراوح نفاذيتها بين(1%-5%). حركة الفوتونات داخل المرنان تعمل على تداخلها وتوحيد طورها الموجي فتتضاعف. تشكل المرايا على الشاكلة التي تكفل اتساق الشعاع وتسليطه صوب نقطة واحدة تسمي بؤرة وذلك لرفع شدة الليزر وتقليص الفقد. ويتأتى ذلك بإحكام استدارة المرآة المقعرة وبعدها البؤري وضبط المسافة بين المرآة والأخرى.وعلى هذا، لا يحبذ استعمال المرايا المسطحة لانها تعكس الشعاع على سطح كامل وليس على نقطة كما هو مرغوب. كذلك تصمم المرايا بحيث توفر معامل جودة عال. فازدياد معامل الجودة يضّيق الحزام الطيفي ما يتيح عكس الأشعة الليزرية ضمن ذاك الحزام الضوئي عديد المرات دون توهين أو فقد مؤثر.

## أنماط المجاوبة

مرنان مركب من مرآتين ويظهر أثر احدوداب المرآة على الشعاع المنعكس

يعكس المرنان الشعاع الليزري على نمطين اثنين، نمط طولي [الإنجليزية] ونمط عرضي [الإنجليزية]. نمط الانعكاس الطولي يتفاوت في التردد بينما يتفاوت النمط العرضي في التردد والشدة الليزرية
تعرف القدرة الخارجية لليزر بالعلاقة التالية:
القدرة الخارجية = نفاذية المراة × القدرة الكلية للفوتونات.
تتناسب قدرة الخرج الليزري مع نفاذية المراة الامامية، حيث كلما زادت النفاذية زاد الخرج الليزري، لكن من الناحية العلمية زيادة نفاذية المراة الامامية يؤدي إلى نقصان قدرة الخرج الليزري المحفزة وتقليل القدرة الكلية داخل المرنان، وهذا يؤدي إلى نقصان قدرة الخرج الليزري ومنه يجب اختيار نفاذية المراة الأمامية حسب نوعية الوسط الفعال.

## اقرأ أيضا
- الليزر
- تأثير زيمان
- ذرة
- مدار ذري
- توزيع إلكتروني
- طيف
- الليزر
- لحام فيض الليزر
- ارتجاع ضوئي